# ۲۵ وات (فیلم)
۲۵ وات (به اسپانیایی: 25 Watts) فیلمی اروگوئه‌ای محصول سال ۲۰۰۱ میلادی در ژانر کمدی-درام شهری به کارگردانی و نویسندگی خوان پابلو ربلا
و پابلو استول است. بازیگران اصلی این فیلم مستقل، دانیل هندلر و خورخه تمپونی و آلفونسو تورت هستند. این فیلم در مجموع، ۱۰ جایزه کسب کرده و ۳ بار نیز نامزد دریافت جایزه شده‌است. از جمله جوایز این فیلم می‌توان به جایزهٔ بهترین فیلم بلند در جشنوارهٔ بین‌المللی فیلم روتردام و جایزهٔ بهترین فیلم بلند اول در جشنوارهٔ فیلم هاوانا اشاره کرد.

## جوایز
برنده
- انجمن منتقدان فیلم اروگوئه: جایزهٔ UFCA، بهترین فیلم اروگوئه‌ای؛ ۲۰۰۱.
- جشنوارهٔ بوگوتا، کلمبیا: لوح تقدیر، خوان پابلو ربلا؛ برای تمرکز بر مشکلات روزمرهٔ جوانان امروزی؛ ۲۰۰۱.
- جشنوارهٔ بین‌المللی سینمای مستقل بوئنوس آیرس، آرژانتین: بهترین بازیگر نقش اول مرد، دانیل هندلر، خورخه تمپونی، آلفونسو تورت؛ جایزهٔ فدراسیون بین‌المللی منتقدان فیلم، خوان پابلو ربلا، پابلو استول؛ برای تزریق طنز و انرژی بصری و گفتگوهای لذت‌بخش به فرمول فیلم‌سازی Slacker؛ ۲۰۰۱.
- سینما ژووه - جشنوارهٔ بین‌المللی فیلم والنسیا، اسپانیا: جایزهٔ بهترین فیلم بلند از نگاه تماشاگران، خوان پابلو ربلا و پابلو استول؛ تجلیل ویژه، فیلم بلند، خوان پابلو ربلا و پابلو استول؛ ۲۰۰۱.
- جشنوارهٔ فیلم هاوانا، کوبا: مرجان، بهترین اثر اول، خوان پابلو ربلا و پابلو استول؛ ۲۰۰۱.
- جشنوارهٔ فیلم آمریکای لاتین، لیما، پرو: بهترین فیلمنامه، خوان پابلو ربلا و پابلو استول؛ ۲۰۰۱.
- جشنوارهٔ بین‌المللی فیلم روتردام، هلند: جایزهٔ MovieZone، خوان پابلو ربلا و پابلو استول؛ جایزهٔ ببر، خوان پابلو ربلا و پابلو استول؛ ۲۰۰۱.

نامزد
- جشنوارهٔ فیلم بوگوتا، کلمبیا: Golden Precolumbian Circle، بهترین فیلم، خوان پابلو ربلا و پابلو استول؛ ۲۰۰۱.
- جشنوارهٔ بین‌المللی سینمای مستقل بوئنوس آیرس، آرژانتین: بهترین فیلم، خوان پابلو ربلا و پابلو استول؛ ۲۰۰۱.
- جشنوارهٔ فیلم گرامادو، برزیل: Golden Kikito، مسابقهٔ فیلم‌های لاتینی - بهترین فیلم، خوان پابلو ربلا و پابلو استول؛ ۲۰۰۱